# 王錫 (南朝梁)
王 錫（おう しゃく、499年 - 534年）は、南朝梁の官僚。字は公嘏。本貫は琅邪郡臨沂県。

## 経歴
王琳の次男として生まれた。幼くして聡明であり、兄弟たちと学問の講義を受け、休憩に入ると兄弟たちは立ち去ったが、王錫はいつもひとり居残って立ち上がらなかった。7・8歳のとき、母の義興昭長公主蕭令嫕（南朝梁の武帝の同母妹）に従って宮中に入ると、武帝が王錫に面会してその賢さを褒めた。王錫は学問に取り組んで飽きず、そのために右目を悪くした。蕭令嫕は学問の講義があるたびに、かれの部屋を飾り立てたが、王錫は子どもでありながら、そうしたことに興味を持たなかった。
12歳で国子生となり、14歳で清茂に挙げられた。秘書郎に任じられて、張纘と名声をひとしくし、ともに太子舎人となった。父が死去すると、喪に服して礼を尽くした。服喪が終わると、太子洗馬に任じられた。ときに昭明太子蕭統がまだ幼く、臣僚と触れ合ったことがなかったが、武帝は王錫と張纘に太子の師友として仕えるよう命じた。王錫は外戚として永安侯に封じられた。晋安王友に任じられたが、病と称して赴任せず、勅許を受けて建康にとどまった。晋安王蕭綱の加冠の日には、王府の同僚が王錫の仕事を代行した。
普通初年、南朝梁が北魏と和平を結び、北魏の使者の劉善明が来朝したため、武帝は中書舎人の朱异に応接させた。劉善明は王錫と張纘の名声を聞き知っており、ふたりを指名して面会を望むと、南苑に宴会が設けられ、劉善明・朱异・王錫・張纘の4人による会談がおこなわれた。経書や史書を縦横に論じ、諧謔に満ちた会話がおこなわれ、劉善明を感嘆させた。
王錫は中書郎に転じた。24歳のとき、給事黄門侍郎・尚書吏部郎中とされたが、外戚であるために重用されることを不本意として、病と称して任を受けなかった。以後は賓客を拒絶し、家に引きこもって静かに暮らした。
中大通6年（534年）正月、死去した。享年は36。侍中の位を追贈された。諡は貞子といった。

## 子女
- 王汎
- 王湜

## 伝記資料
- 『梁書』巻21 列伝第15
- 『南史』巻23 列伝第13